# SPA 12/16 HP
Der SPA 12/16 HP war ein Pkw-Modell von 1912. Hersteller war die Società Ligure Piemontese Automobili aus Turin in Italien.

## Beschreibung
Der Wagen hat einen Vierzylindermotor mit einem Hubraum von 2120 cm³, 75 mm Bohrung und 120 mm Hub. Das Getriebe hat vier Gänge. 
Wie damals üblich hat der SPA 12/16 HP einen Frontmotor, eine Kardanwelle und Hinterradantrieb. In dieser Ära war die Rechtslenkung noch weit verbreitet, so auch beim SPA 12/16 HP. Der Radstand betrug 2400 mm. Die Reifen hatten eine Größe von 810 × 90.
Der Preis für das Chassis lag in Frankreich bei 8500 Francs einschließlich Bereifung.